# Theodosius I van Alexandrië
Theodosius I (†567) was de laatste gezamenlijke patriarch van Alexandrië.

## Levensloop
Na de dood van patriarch Timoteüs IV (III) ontstond er reeds een discussie tussen het Grieks-orthodox patriarchaat van Alexandrië en de Koptisch-Orthodoxe Kerk in verband met zijn opvolging. Gaïnas was de kandidaat voor de Grieks-orthodoxen. Uiteindelijk werd de miafysit Theodosius verkozen.
Maar na het concilie van Constantinopel en daarna Jeruzalem in 536 werden de patriarch van Constantinopel Anthimus I en de patriarch van Antiochië Severus afgezet. Kort nadien werd ook Theodosius door keizer Justinianus I uit zijn ambt ontheven.
De Kopten zullen Theodosius tot aan zijn dood in 567 aanzien als de rechtmatige patriarch van Alexandrië. Sinds zijn afzetting zijn Grieks-orthodoxen en de Koptisch-orthodoxen definitief gesplitst.